# Kościół Matki Bożej Anielskiej w Rąbinie
Kościół Matki Bożej Anielskiej – rzymskokatolicki kościół parafialny należący do parafii pod tym samym wezwaniem (dekanat Połczyn-Zdrój, diecezji koszalińsko-kołobrzeskiej, metropolii szczecińsko-kamieńskiej).

## Architektura
Jest to świątynia wzniesiona w latach 1925–1927. Budowla została usytuowana na cokole granitowym. Kościół został zbudowany na planie krzyża łacińskiego. Składa się z nawy głównej z prezbiterium oraz zakrystii wyodrębnionej prostokątnym ryzalitem. Prezbiterium jest zamknięte półkolistą absydą, nakrytą trójspadowym dachem. W oknach absydy są umieszczone witraże. Świątynia ma czworokątną, trójkondygnacyjną wieżę. Ściany kościoła są murowane i wykonane z cegły ceramicznej. Dach budowli pokrywa blacha ocynkowana. 
Wewnątrz świątyni jest umieszczona empora drewniana, na którą wchodzi się drewnianymi schodami. Empora podparta jest czterema drewnianymi filarami. Okna kościoła są prostokątne i zakończone półkoliście. Wejście do świątyni prowadzi przez kruchtę, od strony południowej. Do zakrystii, na wieżę i klatkę prowadzącą na emporę wchodzi się przez wejście boczne. Na chórze muzycznym są umieszczone czynne organy. W wieży są zawieszone dwa dzwony. 

## Wyposażenie
W kościele nie znajduje się stare wyposażenie, pochodzi ono głównie z XIX wieku. Szczególnie interesującymi jego elementami są: witraże znajdujące się w oknach absydy przedstawiające symbole eucharystyczne, empora drewniana, konfesjonał drewniany oraz drzwi zewnętrzne i boczne.